# Aragarcas (tiểu vùng)
Aragarcas là một tiểu vùng thuộc bang Goiás, Brasil. Tiều vùng này có diện tích 11054 km², dân số năm 2007 là 53671 người.